# Halowe Mistrzostwa Świata w Lekkoatletyce 2014 – trójskok mężczyzn
Trójskok mężczyzn – jedna z konkurencji rozgrywanych podczas 15. Halowych Mistrzostw Świata w Sopocie.
Eliminacje odbyły się 8 marca, a finał dzień później – 9 marca.
Tytułu mistrzowskiego z 2012 roku bronił Amerykanin Will Claye.

## Statystyka

### Rekordy
W poniższej tabeli przedstawiono (według stanu przed rozpoczęciem mistrzostw) rekordy świata, poszczególnych kontynentów oraz halowych mistrzostw świata.
| Halowy rekord świata              | Teddy Tamgho    | 17,92 | Paryż        | 6 marca 2011     |
| Rekord halowych mistrzostw świata | Teddy Tamgho    | 17,90 | Doha         | 14 marca 2010    |
| Halowy rekord Afryki              | Ajayi Agbebaku  | 17,00 | Dallas       | 30 stycznia 1982 |
| Halowy rekord Ameryki Południowej | Jadel Gregório  | 17,56 | Moskwa       | 12 marca 2006    |
| Halowy rekord Ameryki Północnej   | Aliecer Urrutia | 17,83 | Sindelfingen | 1 marca 1997     |
| Halowy rekord Australii i Oceanii | Andrew Murphy   | 17,20 | Lizbona      | 9 marca 2001     |
| Halowy rekord Azji                | Dong Bin        | 17,16 | Nankin       | 7 marca 2013     |
| Halowy rekord Europy              | Teddy Tamgho    | 17,92 | Paryż        | 6 marca 2011     |

### Listy światowe
Tabela przedstawia 5 najlepszych wyników uzyskanych w sezonie halowym 2014 przed rozpoczęciem mistrzostw.
| lp. | Zawodniczka          | Wynik | Data        | Miejsce     |
| --- | -------------------- | ----- | ----------- | ----------- |
| 1.  | Pedro Pablo Pichardo | 17,32 | 25 lutego   | Praga       |
| 2.  | Marian Oprea         | 17,30 | 15 lutego   | Bukareszt   |
| 3.  | Chris Carter         | 17,15 | 23 lutego   | Albuquerque |
| 4.  | Ernesto Revé         | 17,05 | 25 lutego   | Praga       |
| 5.  | Will Claye           | 17,04 | 25 stycznia | Nowy Jork   |

## Terminarz
| Data         | Godzina | Runda      |
| ------------ | ------- | ---------- |
| 8 marca 2014 | 10:05   | Eliminacje |
| 9 marca 2014 | 17:10   | Finał      |

## Wyniki
| CR – rekord mistrzostw \| NR – rekord kraju \| AR – rekord kontynentu \| SB – najlepszy wynik w sezonie \| PB – rekord życiowy |

### Eliminacje
Do zawodów przystąpiło 11 zawodników. Aby dostać się do finału trzeba było skoczyć 16,90 m (Q) lub znaleźć się w gronie zawodników, którzy uzupełnili stawkę do 8 finalistów (q).
| Pozycja | Zawodnik             | Reprezentacja     | Próby | Próby | Próby | Rezultat | Uwagi |
| Pozycja | Zawodnik             | Reprezentacja     | 1     | 2     | 3     | Rezultat | Uwagi |
| ------- | -------------------- | ----------------- | ----- | ----- | ----- | -------- | ----- |
| 1.      | Marian Oprea         | Rumunia           | 16,68 | 17,02 |       | 17,02    | Q     |
| 2.      | Pedro Pablo Pichardo | Kuba              | 16,76 | 16,82 | –     | 16,82    | q     |
| 3.      | Lukman Adams         | Rosja             | 16,31 | 16,47 | 16,68 | 16,68    | q     |
| 4.      | Ernesto Revé         | Kuba              | 16,55 | 16,13 | –     | 16,55    | q     |
| 5.      | Chris Carter         | Stany Zjednoczone | 16,51 | 16,50 | 16,54 | 16,54    | q     |
| 6.      | Cao Shuo             | Chiny             | 16,11 | x     | 16,47 | 16,47    | q, SB |
| 7.      | Karol Hoffmann       | Polska            | 16,09 | 16,31 | 16,37 | 16,37    | q     |
| 8.      | Wiktor Kuzniecow     | Ukraina           | 15,88 | 16,19 | 16,29 | 16,29    | q     |
| 9.      | Roman Walijew        | Kazachstan        | 16,22 | 16,12 | x     | 16,22    | SB    |
| 10.     | Samyr Laine          | Haiti             | 16,13 | 15,85 | 16,07 | 16,13    |       |
| 11.     | Vladimir Letnicov    | Mołdawia          | 15,83 | x     | x     | 15,83    |       |
|         | Dong Bin             | Chiny             |       |       |       | DNS      |       |

### Finał
| Pozycja | Zawodnik             | Reprezentacja     | Próby | Próby | Próby | Próby | Próby | Próby | Rezultat | Uwagi |
| Pozycja | Zawodnik             | Reprezentacja     | 1     | 2     | 3     | 4     | 5     | 6     | Rezultat | Uwagi |
| ------- | -------------------- | ----------------- | ----- | ----- | ----- | ----- | ----- | ----- | -------- | ----- |
| 1.      | Lukman Adams         | Rosja             | x     | 17,21 | x     | x     | 17,17 | 17,37 | 17,37    | WL    |
| 2.      | Ernesto Revé         | Kuba              | 15,78 | 17,33 | x     | –     | R     |       | 17,33    |       |
| 3.      | Pedro Pablo Pichardo | Kuba              | 16,73 | x     | 16,73 | 16,81 | 17,18 | 17,24 | 17,24    |       |
| 4.      | Marian Oprea         | Rumunia           | 17,02 | 16,34 | x     | x     | 16,46 | 17,21 | 17,21    |       |
| 5.      | Karol Hoffmann       | Polska            | x     | x     | 16,89 | 16,47 | 16,42 | x     | 16,89    | SB    |
| 6.      | Chris Carter         | Stany Zjednoczone | 16,54 | x     | 16,74 | 16,71 | 16,72 | 16,55 | 16,74    |       |
| 7.      | Cao Shuo             | Chiny             | 15,90 | 15,68 | 16,13 | 16,15 | 15,88 | 16,55 | 16,55    | SB    |
| 8.      | Wiktor Kuzniecow     | Ukraina           | 15,78 | 16,51 | 16,39 | 16,22 | x     | 16,34 | 16,51    |       |